# انتقال الغاز في مكب النفايات
يحدث انتقال الغاز في مكب النفايات حيث يسير من داخل مكب النفايات إلى خارج حدود منطقة المكب. يتحرك الغاز تحت تأثير آليتين، الضغط والانتشار. يخرج غاز المكب من موقع المكب عن طريق التسرب الرأسي العمودي، والجانبي الأفقي، والتسرب عبر المسارات الأقل مقاومه لذلك، حتى يصل إلى فتحات تسمح بانبعاثه إلى الغلاف الجوي. غاز المكب أثقل من الهواء؛ وبالتالي فإنه يمكن أن يتجمع في الأماكن المنخفضة بما في ذلك شبكات الصرف الصحي، والطوابق السفلية، وصناديق تجهيزات القياس، وما إلى ذلك، ويتسبب في انفجارات أو حرائق. 